# 니시야마 준
니시야마 준(西山 潤, 1998년 7월 12일 ~ )은 일본의 배우이다.

## 방송
- 천지인
- 오오쿠~탄생 아리고토·이에미쓰 편
- 이다텐~도쿄 올림픽 이야기~
- 어떡할래 이에야스

## 영화
- 20세기 소년